# Juan José del Solar Bardelli
Juan José del Solar Bardelli (geboren 1. März 1948 oder 1946 in Lima (Peru); gestorben 15. März 2014 in Lima (Peru)) war ein peruanischer Übersetzer, der viele renommierte deutschsprachige Autoren ins Spanische übersetzte.

## Leben
Juan José del Solar Bardelli ist der Sohn von Juan del Solar Lostaunau und Julia Bardelli. Er wuchs in Lima (Peru) auf und besuchte dort einige Kurse des Goethe-Instituts. So wuchs seine Faszination für die deutsche Sprache, die sein Leben bestimmte. Del Solar Bardelli studierte schließlich In Heidelberg und Paris und lebte drei Jahrzehnte lang in Barcelona.
Reisen führten ihn unter anderem nach Italien und Griechenland, die er beide aufgrund ihrer Kultur und ihrer Menschen sehr schätzte. Er eignete sich sowohl Italienisch als auch Neugriechisch an.
1998 erlitt Juan José del Solar auf einem Übersetzerkongress in Deutschland wegen eines Blutgerinnsels einen Hirninfarkt. Daraufhin war er halbseitig gelähmt. Er übersiedelte dann nach Peru, um näher bei seinen Familienangehörigen zu sein. Mithilfe von einem Massagestuhl, zwei Pflegern und einem Assistenten gelang es ihm dennoch weiter zu arbeiten und sogar zu reisen. Zuletzt lebte er in Miraflores (Lima).

## Übersetzer
Das Übersetzungswerk, das Juan José del Solar hinterlässt, umfasst über 80 deutschsprachige literarische Werke; darunter viele international renommierte Autoren wie Franz Kafka, Thomas Mann, Robert Walser, Ingeborg Bachmann und Hermann Hesse. Elias Canetti hat Juan José del Solar zu seinem offiziellen Übersetzer ins Spanische ernannt. Juan José del Solar hat schließlich fast alle Werke von Canetti übersetzt. Canetti, der selbst Spanisch beherrschte, sagte darüber: „Ihre Übersetzung ist angekommen. Ich lese mit großem Vergnügen darin und finde sie ausgezeichnet…“
Seine Übersetzung von Kafkas Verwandlung wird vom Verlag Galaxia Gutemberg als „wahrscheinlich die beste kastilische Version dieser Erzählung“ bezeichnet.
Del Solar hielt es für hilfreich beim Übersetzen, ein musikalisches Empfinden zu haben. Er versuchte in seinen Übersetzungen der Intention des jeweiligen Schriftstellers gerecht zu werden und beim Übersetzen nicht zu erklären, sondern gemessen am Stil des Autors adäquate Ausdrucksweisen zu finden – die gegebenenfalls auch ihre Rätselhaftigkeit beibehielten.
Juan José del Solar erhielt Preise und Stipendien in Deutschland, Spanien und Österreich.

## Zitat
„Wir Übersetzer sind die schwarzen Sklaven auf den Plantagen der Literatur.“

## Auszeichnungen
- 1994 Stipendium im Stuttgarter Schriftstellerhaus
- 1995 Premio Nacional a la Mejor Traducción für Doktor Johann Faustus
- 1999 Staatspreis für literarische Übersetzung der Republik Österreich für die Übertragung von Werken österreichischer Autoren ins Spanische wie Franz Kafka (Die Verwandlung) und Elias Canetti (Messe und Macht)[5]
- 2004 Premio Nacional de Traducción de España für sein gesamtes Übersetzungswerk
- 2004 Calwer Hermann-Hesse-Preis für die „von Fachleuten als kongenial anerkannte Übersetzung von Siddhartha ins Spanische“[4]

## Publikationen

### Übersetzungen aus dem Deutschen

#### Sachbücher
- Uwe M. Schneede: René Magritte. Labor, Barcelona 1978, ISBN 84-335-7560-0 (deutsch: René Magritte.).
- Heinz E. R. Martin: El arte tibetano. Blume, Barcelona 1980, ISBN 84-7031-246-4 (deutsch: Die Kunst Tibets.).
- Stefan Klein: La revolución generosa: por que la colaboración y el altruismo son el futuro. Urano, Barcelona 2011, ISBN 978-84-7953-779-1 (deutsch: Der Sinn des Gebens. Warum Selbstlosigkeit in der Evolution siegt und wir mit Egoismus nicht weiter kommen.).
- Wilhelm Furtwängler: Sonido y palabra: ensayos y discursos (1918–1954). Acantilado, Barcelona 2012, ISBN 978-84-15277-94-1 (Originaltitel: Ton und Wort: Essays und Reden (1918–1954).).
- Bärbel Wardetzki: No te lo tomes de forma personal: superar con serenidad las ofensas y las humillaciones. Urano, Barcelona 2013, ISBN 978-84-7953-841-5 (deutsch: Nimm´s bitte nicht persönlich. Der gelassene Umgang mit Kränkungen.).
- Robin Lohmann: Los siete regalos de la memoria: mejora tu vida con los mensajes de los recuerdos. Urano, Barcelona 2014, ISBN 978-84-7953-854-5 (deutsch: Was gestern war, hilft mir für morgen.).
- Bärbel Wardetzki: No te lo tomes de forma personal: superar con serenidad las ofensas y las humillaciones. Urano, Barcelona 2016, ISBN 978-84-16622-01-6 (deutsch: Nimm’s bitte nicht persönlich. Beleidigungen und Demütigungen ruhig überwinden.).

#### Kinderbuch
- Dieter Kühn: A Londres con el caballo mágico; ilustraciones de Lluisa Jover. Ed. Alfaguara, Madrid 1978, ISBN 84-204-3505-8 (deutsch: Mit dem Zauberpferd nach London.).

### Übersetzungen aus dem Französischen
- Alain De Botton: El placer del amor, Lumen, 2017. ISBN 978-84-264-0454-1

### Übersetzung aus dem Englischen
- André Brink: La primera vida de Adamastor. Anaya & Mario Muchnik, Madrid 1994, ISBN 84-7979-189-6 (englisch: The First Life of Adamastor.).

### Herausgeber
- Elias Canetti: Obras completas. Galaxia Gutenberg, Barcelona. ISBN 84-8109-381-5. Gesamtwerk